# Шанидзе, Тамара
Тамара Шанидзе (груз. თამარა შანიძე; род. 5 июля 1969) — советская и грузинская легкоатлетка, специалистка по бегу на короткие дистанции. Выступала за сборную Грузии по лёгкой атлетике в 1990-х годах, победительница и призёрка первенств национального значения, действующая рекордсменка страны в эстафете 4 × 100 метров, участница летних Олимпийских игр в Сиднее.

## Биография
Тамара Шанидзе родилась 5 июля 1969 года.
Впервые заявила о себе в лёгкой атлетике в сезоне 1986 года, когда в составе сборной команды Грузинской ССР бежала эстафету 4 × 100 метров на IX летней Спартакиаде народов СССР в Ташкенте — попасть в число призёров не смогла, но показанный здесь результат 44,90 поныне считается национальным рекордом Грузии в данной дисциплине.
После распада Советского Союза выступала за грузинскую национальную сборную. Так, в 1997 году стартовала за Грузию в беге на 100 метров на чемпионате мира в Афинах.
В 1998 году бежала 60 и 200 метров на чемпионате Европы в помещении в Валенсии, участвовала в беге на 100 и 200 метров на чемпионате Европы в Будапеште.
В 1999 году отметилась выступлением на чемпионате мира в помещении в Маэбаси в дисциплинах 60 и 200 метров. На соревнованиях в Тель-Авиве установила свои личные рекорды в беге на 100 и 200 метров на открытом стадионе — 11,81 и 23,93 соответственно.
Благодаря череде удачных выступлений удостоилась права защищать честь страны на летних Олимпийских играх 2000 года в Сиднее — в беге на 100 метров выбыла из борьбы уже на предварительном квалификационном этапе. По окончании этого сезона завершила спортивную карьеру.